# 第二六五海軍航空隊
第二六五海軍航空隊（だい265かいぐんこうくうたい）は、日本海軍の部隊の一つ。絶対国防圏防衛の主力戦闘機隊として、太平洋戦争終盤に最前線で護衛・迎撃・戦闘行動に従事した。通称「狼部隊」。

## 沿革
基地航空隊として整備完成を急いでいた第一航空艦隊の一翼を担う戦闘機隊の一つとして整備され、鹿児島飛行場で編制された。当初はフィリピン投入が検討されたが、マリアナ諸島進出をもくろんでいた第三四一海軍航空隊が搭乗機紫電の調達不足のために出撃できなくなったため、急遽これに代わってマリアナ諸島に進出した。以後、マリアナ諸島・パラオ諸島での防空戦に投入された。
- 昭和18年（1943年）

11月15日 鹿児島飛行場で開隊。第一航空艦隊直卒。定数：零式艦上戦闘機72機。
12月より笠之原飛行場で練成開始。
- 昭和19年（1944年）

1月15日 新竹飛行場に進出、練成を継続。
2月1日 第一航空艦隊第六十一航空戦隊に編入。
4月8日 マリアナ諸島へ進出命令。サイパン島進出を目指し笠之原経由で香取飛行場に出発。
5月1日 香取発。翌日までに32機サイパン着。
5月5日 実地訓練中に2機衝突。パイロット2名殉職。
5月31日 「渾作戦」発動。分遣隊の編制準備に着手。
6月5日 全機ハルマヘラ島カウ飛行場に進出。8日に作戦中止、サイパンに撤退。
6月10日 木更津飛行場で練成を完了した増援隊16機、サイパン着。本隊8機、カウに再進出。
「あ号作戦」発動。
6月11日 カウ進出機を含む本隊はペリリューに進出。
ロタ島に基地設営隊上陸、駐留準備に着手。
増援隊のみサイパンに残留し、当日の空中戦で壊滅（生還1機）。
6月14日 ヤップ島に6機進出、翌日第五〇三海軍航空隊の彗星3機を護衛しグァム島着。
6月15日 増援隊最後の1機を喪失。
香取で練成を完了した再増援隊が硫黄島に向かうが、到着直前の空中戦で壊滅。
以後、ペリリューの本隊とヤップの分遣隊で航空戦に従事。
7月8日 サイパン島陥落。赤痢治療のため残留した隊員は地上戦で玉砕。
7月10日 解隊
増援隊の壊滅により、本隊はペリリューに取り残されることとなった。ペリリューに駐留する各航空隊はミンダナオ島ダバオ飛行場に撤退し、再編作業によってフィリピン防衛航空隊に組み込まれた。二六五空は第二〇一海軍航空隊に編入され、特攻作戦にも従事した。なお、ロタ島に派遣された設営隊は孤立化し、自活しながら終戦を待った。

## 主力機種
- 零式艦上戦闘機…後期量産型の52型。

## 歴代司令
- 浦田輝次郎 中佐：昭和18年11月15日 - 昭和19年7月10日解隊